# Júnior Caiçara
Uilson de Souza Paula Júnior (ur. 27 kwietnia 1989 w São Paulo) – brazylijski piłkarz występujący na pozycji obrońcy w brazylijskim klubie Santos. Wychowanek Santo André, w swojej karierze grał także w takich zespołach jak CSA, América, Gil Vicente, Łudogorec Razgrad oraz FC Schalke 04. Posiada obywatelstwo bułgarskie.

## Sukcesy

### Gil Vicente
- Segunda Liga: 2010/11

### Łudogorec Razgrad
- Mistrzostwo Bułgarii: 2012/13, 2013/14, 2014/15
- Puchar Bułgarii: 2013/14
- Superpuchar Bułgarii: 2012